# Geostationary Operational Environmental Satellite

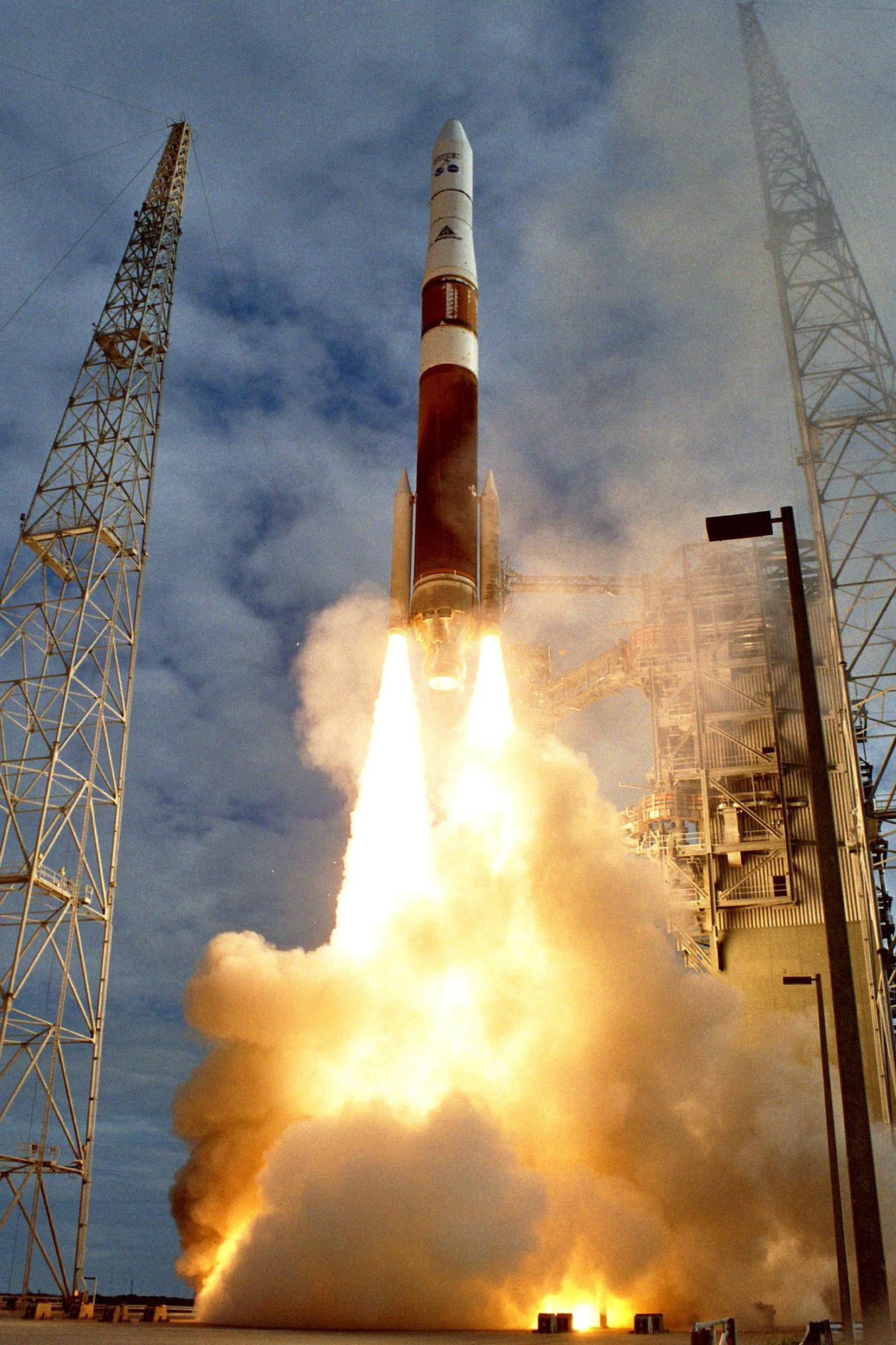

Geostationary Operational Environmental Satellite (GOES) (Geostacjonarny Operacyjny Satelita do badań Środowiska) jest programem amerykańskich satelitów meteorologicznych umieszczonych nad równikiem i poruszających się wraz z obrotem ziemi na orbicie geostacjonarnej dzięki czemu są w stanie obserwować ten sam obszar na ziemi. Są umieszczony 35,790 km nad powierzchnią ziemi.  
Obecnie satelity GOES posiadają  na pokładzie wielokanałową kamerę (GOES Imager) oraz instrument do sondażu pionowego struktury atmosfery (GOES Sounder). Ponadto satelity wyposażone są w monitor pogody kosmicznej - Space Environment Monitor (SEM), w którego skład wchodzą: detektor wysokoenergetycznych cząstek (w tym  elektronów, protonów i cząstek alfa), dwa magnetometry i detektor słonecznego promieniowania rentgenowskiego, oraz teleskop  rentgenowski - Solar X-Ray Imager (SXI), obrazujący atmosferę słońca w zakresie miękkiego promieniowania rentgenowskiego. 